# Isak Smeds
Isak Eriksson Smeds, född 31 maj 1856 i Petalax, död 10 augusti 1936 i Helsingfors, var en finländsk skolman. Han var farbror till Viktor Smeds.
Smeds blev filosofie kandidat 1887, var lärare i Helsingfors och Borgå 1888–1898, lektor vid realläroverket i Jakobstad 1898–1899 och grundade under denna tid Jakobstads Tidning, som han även redigerade. Han var lärare i svenska i Joensuu 1901–1926 och var även initiativtagare till Kasaböle folkskola i Sastmola i norra Satakunta. Som ortnamnsforskare gjorde han sig känd för sina fantasifulla namntolkningar då han sökte påvisa att den svenska bosättningen varit spridd över stora delar av Finland.